# Тендонэктомия
Тендонэктомия — сложная хирургическая операция, в результате которой проводится вырезание небольшого участка сухожилия, что приводит к тому, что кошка не может выпускать когти, при этом после операции сустав перестает нормально двигаться, что причиняет животному боль и дискомфорт. Процесс заживления сухожилия достаточно длителен, осложнения также не исключены. Решившиеся на эту операцию владельцы вынуждены в дальнейшем регулярно подстригать кошке отросшие когти, так как после этой операции она не в состоянии самостоятельно ухаживать за ними. Многие люди считают тендонэктомию, как и онихэктомию проявлением жестокости. Операция проводится под общим наркозом и часто приводит к осложнениям, в том числе к инфекциям, требующим длительного лечения и сопровождающимся сильными болями в лапах.

## Альтернативы тендонэктомии
Альтернативой тендонэктомии является приучение кошки точить когти на специально отведенном для этого месте (когтеточке), подрезание омертвевших острых кончиков когтей маникюрными кусачками или специальной когтерезкой, а также «мягкие коготки» — силиконовые наклейки на когти, которые крепятся на клей как накладные ногти у людей. Все эти методы не травматичны, не мешают кошке и не калечат её, безболезненны и безопасны.
В случае использования накладок на когти через некоторое время ношения они отклеиваются (как правило 2-4 недели, по мере отрастания и отслаивания когтя), и процедуру надо повторять. В этих накладках когти на кончике получаются затуплённые и мягкие, лапой не получится поцарапать человека или повредить мебель. Приобрести их можно в зоомагазинах и ветеринарных аптеках.